# Пирназарова, Хосият
Хосият Пирназарова (1919 год — дата смерти неизвестна) — бригадир хлопководческой бригады колхоза имени Шаталова Кулябского района Таджикской ССР. Герой Социалистического Труда (1971).
Бригада под руководством Хосият Пирназаровой досрочно выполнила коллективное социалистическое обязательство и плановые задания Восьмой пятилетки (1966—1970) по хлопководству. Указом Президиума Верховного Совета СССР от 8 апреля 1971 года удостоена звания Героя Социалистического Труда «за выдающиеся успехи, достигнутые в развитии сельскохозяйственного производства и выполнении пятилетнего плана продажи государству продуктов земледелия и животноводства» с вручением ордена Ленина и золотой медали Серп и Молот.